# Срам
Срам, стид или срамота је субјективни доживљај због ниске оцене свог понашања у објективној ситуацији.
Срамота може бити тренутна и може да се представи као упорни став према тумачењу стварности и понашања појединаца. Постоји тзв. екстерна (пренесена) срамота - када у одређеној ситуацији особа може искусити срамоту, али не због свог понашања, већ због оних других људи који се не понашају на одговарајући начин. 
Опште манифестације срама су обично резултат ниског самопоштовања уз анксиозност, депресију, повлачење у себе и избегавање социјалних контаката. Узроци срамоте могу се тражити у специфичним и карактеристичним личностима друштва. За разлику од анксиозности, срамота је тренутна.

## Дефиниција
Срам је дискретна, основна емоција, описана као морална или друштвена емоција која покреће људе да сакрију или негирају своје грешке. Фокус срамоте је на себи или појединцу; то је једина емоција која је нефункционална за појединца и функционална на нивоу групе. Срамота се такође може описати као непријатна самосвесна емоција која укључује негативно оцењивање себе. Срам може бити болна емоција која се посматра као „... поређење својих акција са сопственим стандардима ...” али може подједнако да потиче и од поређења свог стања постојања са стандардом идеалног друштвеног контекста. 
Неке скале мере срам ради оцењивања емоционалних стања, док се друге скале срама користе за процену емоционалних особина или диспозиција - склоности сраму. „Посрамити” генерално значи активно приписати или комуницирати стање срама другој особи. Понашања намењена „откривању” или „разоткривању” других се понекад користе да се посрами друга особа. Док познавање срама представља одржавање осећаја суздржавања од вређања других (као код скромности, понизности и поштовања). У контрасту од срамежљивости је одсуство срама; понашање се без уздржавања од вређања других, слично другим емоцијама као што су понос или охолост.

## Самоевалуација
Кад људи осете срам, фокус њихове оцене је на својој личности или идентитету. Срам је самокажњавајуће признање да нешто није у реду. То је повезано са „менталним упропаштавањем”. Студије срама су показале да када су посрамљени људи осећају да је њихова целокупна личност безвредна, немоћна и мала, они такође осећају да су изложени публици - стварној или замишљеној - која постоји искључиво за сврху потврде да је сопствена личност безвредна. Срам и осећај самог себе су стигматизовани, или се третирају неправедно, попут отвореног одбацивања родитеља у корист потреба браће и сестара, а други додељују осуду споља, без обзира на сопствено искуство или свест. 
„Осјећај стида” је осјећај познат као кривња, док „савест” или свест о „срамоти као стању” дефинишу сржну/токсичну срамоту. Кључна емоција у свим облицима срамоте је презир. Две области у којима се исказује срам су свест о себи као лошем и себи као неадекватном. Људи употребљавају негативне суочавајуће одговоре да би се одупрли дубоко укорењеним, повезаном осећају „достојности срама”. Спознаја срама се може јавити као резултат доживљаја срамоте, или генералније, у било којој ситуацији осрамоћивања, обешчашћивања, бруке, неадекватности, понижења или згражања.
Срамота, девалвација и њихова међусобна повезаност су слични широм култура, због чега неки истраживачи сматрају да постоји универзална људска психологија културног вредновања и девалвације.

## Стидљивост детета

### Значење
(значење изведено преко синонима) срамежљивост, страшљивост, снебивљивост, суздржаност, повученост.
Стидљивост детета је карактеристика личности која ономе ко је поседује носи искуство осећаја анксиозности, страха, привидне (не)заинтересованости за околину, повученост у сопствени свет. Осећање стида у мањој или већој мери постоји скоро код сваког детета. Оно је условљено његовом психофизичком природом. Да ли ће се оно развити до корисних и потребних граница или ће прерасти у претерану меру и постати штетно за морални и интелектуални развој детета, или ће сасвим ишчезнути, зависи највећим делом од породичног васпитања.

### Манифестације
Црвенило лица, знојење дланова, снажно лупање срца, кнедла у грлу, стегнуте вилице, замуцкивање, дрхтање и тикови су само неки од телесних симптома стидљивости.
Претерано осећање стида појављује се и код деце са извесним недостацима, телесним и говорним манама и код нервозне деце .Стидљивост детета повезана је са страшљивошћу, несмелошћу, осећањем мање вредности и асоцијалношћу. Такво дете губи веру у своје способности и временом постаје спутано.
Сувише развијено осећање стида штетно утиче на функције појединих органа, на рад срца и крвотока, на црева и желудац, а у извесним приликама и на функцију жлезда са унутрашњим лучењем.
Разлози за настанак стидљивости
Постоје различити фактори који погодују развоју ове особине код детета;
- презаштитнички настројени родитељи – често се дешава да родитељи имају потребу да заштите дете и од најмањих ситница. У неким случајевима, овакво понашање родитеља доводи до прекида пријатељстава и веза које дете успоставља са вршњацима, а услед тога чак и до неког облика социјалне изолације. У тим случајевима, дете бива лишено преко потребног социјалног искуства. Исто као што треба да научи да се самостално обуче, једе или се тушира, да само учи, чита и пише, дете мора да научи и да само успостави социјални контакт са другом децом. Родитељи не би ни у ком случају требало да лише дете оваквог искуства.
- претерано захтевни родитељи – неки родитељи од своје деце захтевају ствари које су далеко изнад њихових могућности. Оваквим својим понашањем код детета изазивају осећај да ће сваки пут када започне неку активност доживети неуспех. Ова идеја о неуспеху и мисао о могућем притиску који ће родитељи вршити након тог неуспеха изазива код детета осећај који може да доведе до бунта против родитеља, или ако се дете повуче, до појаве стида.

Како ослоботити дете осећаја стидљивости – 
Детету треба пружити могућности да изрази своје мишљење, не само у породици већ и пред страним особама. Ако учини погрешку треба га насамо на леп начин посаветовати. Не треба га омаловажавати и исмејавати, поготово не у присуству другова и стидљивост детета